# Voievodatul Polonia Mare
Voievodatul Polonia Mare (poloneză województwo wielkopolskie) este o regiune administrativă din partea de centru-vest a Poloniei, ale cărei frontiere se suprapun în mare parte cu cele ale regiunii istorice Polonia Mare. Regiunea a fost creată pe 1 ianuarie 1999, înlocuind în întregime sau parțial foste voievodate Poznań, Kalisz, Konin, Leszno și Piła. Se învecinează cu Silezia Inferioară și Opole la sud, Łódź la est, Cuiavia și Pomerania la nord-est, Pomerania și Pomerania Occidentală la nord și Lubusz la vest. Sediul administrativ al voievodatului este municipiul Poznań. 
Voievodatul Polonia Mare ocupă locul doi după suprafață ocupând 29 826 km². Are o populație de 3 353 130 de locuitori, amplasându-se pe locul trei. Constă din 35 de powiate inclusiv patru municipii.

## Municipii
1. Poznań
2. Leszno
3. Konin
4. Kalisz